# Фаустин-Паркер, Надин
Надин Фаустин-Паркер (фр. Nadine Faustin-Parker; 14 апреля 1976, Брюссель) — бывшая гаитянская легкоатлетка, специализировавшаяся в беге на 100 метров с барьерами. Участница трёх Олимпиад.

## Карьера
Надин Фаустин родилась в Брюсселе, в семье переселенцев из Гаити. Родители Надин переехали в США и первоначально она выступала на международных соревнованиях в составе американской сборной. В 1999 году она поменяла гражданство, став выступать под флагом исторической Родины.
В 2000 году Фаустин дебютировала на Олимпийских играх, где ей была доверена честь стать знаменосцем сборной Гаити на церемонии открытия Игр. В Сиднее Надин принимала участие только в беге на 100 метров с барьерами. Несмотря на пятое место в предварительном забеге она смогла квалифицироваться в следующие раунды по времени. В четвертьфинальном забеге вновь показала пятый результат и не смогла квалифицироваться в следующий забег, завершив выступления.
В 2004 году на второй в карьере Олимпиаде гаитянская бегунья также смогла пробиться во второй раунд соревнований в барьерном спринте. В четвертьфинале она показала личный рекорд (12.74), но стала последней в своём забеге и выбыла из соревнований.
На Олимпиаде в Пекине Надин Фаустин не смогла преодолеть первый раунд, показав в своём забеге только шестое время.
После завершения спортивной карьеры работает тренером в Университете Цинциннати.